# 18S 核糖体RNA
18S核糖体RNA（英語：18S ribosomal RNA，简称18S rRNA），是真核生物的核糖体中核糖体小亚基（40S亚基）的组成部分。18S rRNA在真核生物中非常保守，与原核生物核糖体小亚基的16S rRNA同源。